# Wouter Goris
Wouter Goris (Lier, 12 juni 1986) is een Belgische voetballer die dienstdoet als doelman. Hij verruilde in juli 2008 KV Mechelen voor FCO Beerschot Wilrijk.
Goris stroomde tijdens het seizoen 2005-2006 door vanuit de jeugd van Lierse SK, maar speelde hiervoor niet in het eerste elftal. Toen Lierse na dat seizoen degradeerde, ging hij naar toenmalig promovendus KV Mechelen. Na het seizoen 2007/2008 maakte hij de overstap naar FCO Beerschot Wilrijk.

## Statistieken
| seizoen | club        | land   | competitie     | wed. | goals |
| ------- | ----------- | ------ | -------------- | ---- | ----- |
| 2006/07 | Lierse SK   | België | Jupiler League | 0    | 0     |
| 2007/08 | KV Mechelen | België | Jupiler League | 0    | 0     |